# 167855 Natalinistéphane
167855 Natalinistéphane è un asteroide della fascia principale. Scoperto nel 2001, presenta un'orbita caratterizzata da un semiasse maggiore pari a 3,192606 UA e da un'eccentricità di 0,075012, inclinata di 5,505910° rispetto all'eclittica.